# Villa Atuel
Villa Atuel es una localidad y distrito del departamento San Rafael, provincia de Mendoza, Argentina

## Parajes
- La Guevarina
- Negro Quemado
- Colonia López
- Colonia Jáuregui
- Colonia Soitué
- La Vasconia
- El Plateado
- Calle El Apague
- La Izuelina

## Historia
Los originarios de la zona eran los indígenas pehuenches, luego de siglos por mantener su independencia de los españoles fueron araucanizándose, y enviaron una representación ante el Virrey del Río de la Plata, para que éste mandase tropas o milicias de frontera y construyan un fuerte en estas tierras. Es así como el virrey Rafael de Sobremonte ordenó al portugués Miguel Telles de Menezes y al cura Francisco Inalicán de origen mapuche para que se dirigieran hacia el sur a fin de establecer la transculturización de los aborígenes.
El 2 de abril de 1805 se reunieron en la confluencia de los ríos Diamante y Atuel, en la zona de Las Juntas —hoy conocida por Negro Quemado— con representantes indígenas, formando un grupo a modo de parlamento en el que intervinieron dos comisiones, una de Mendoza y otra de Buenos Aires, además de 23 caciques y 11 capitanejos, pactándose un tratado y transformándose en una verdadera acta de fundación de la fortificación a la que llamaron Fuerte de San Rafael del Diamante por el propio nombre del virrey de Sobremonte. Éste dio la orden de construir el fuerte a Telles de Menezes —conocedor de esas tierras— y viendo que la construcción del fuerte en La Junta no era muy apropiado por diversas razones, se resolvió construirlo en otro lugar (donde hoy está la Villa 25 de Mayo).
En el año 1817, el general José de San Martín quien fuera en ese entonces el Intendente gobernador de Cuyo, resolvió otorgarles los títulos de las tierras que los aborígenes habitaban con el fin de obtener caciques amigos, entre los que se encontraba Goico, del río Atuel. Para entenderse con Goico buscó un mediador amigo del cacique, uno llamado Ángel Báez, quien se entrevistaría con Goico en Malargüe, logrando convencerlo para llevárselo a Mendoza. En la ciudad el cacique fue recibido con grandes muestras de afecto y agasajos, hospedándose en casa de su amigo Báez. Hizo un arreglo con el gobierno que le entregó las tierras desde “Hay Sol” hasta “Soitué” y la actual Punta del Agua, comprendiendo toda la parte sur del río. Antes de retirarse el cacique, agradecido, le regaló a Báez bajo escritura, unos 50 km de tierra a lo largo del río Atuel, con 50 km de ancho (llamado el condominio del Atuel), convirtiéndose Báez en el primer dueño no originario del sur. Por asuntos políticos, Báez se trasladaría a Mendoza dejando a su familia en precarias condiciones económicas en su hacienda. La esposa de Báez que no tenía autorización de su marido, como aquel no regresaría, decidió vender los campos, falsificando una partida de defunción en Morón de su esposo Ángel Báez, dando lugar al famoso pleito del Atuel. Ésta vendió las tierras a Lima, Aniceto y Pastor.
Los herederos de Lima por el año 1885 tuvieron conocimiento de que a Mendoza había llegado Bernardino Izuel quien poseyera el título de ingeniero, contratando sus servicios a cambio de tierras, con la finalidad de conseguir que canalizara al río Atuel para que diera riego a sus haciendas.
En el año 1905 fueron terminadas las obras por lo que les fueron entregadas 5000 ha en vez de la mitad, en reconocimiento de los grandes esfuerzos que hizo. De esta forma, Bernardino Izuel puso en dicho año a disposición del gobierno de la provincia 50 ha con derecho a agua, que con otras 50 ha. más ofrecidas por los hermanos Balbino y Jacinto Arizu, conformaron el territorio de lo que sería el radio urbano de la futura villa.
En 1910, el gobierno aceptaría el ofrecimiento y en 1911 se promulgó la Ley 515 poniendo en remate público la venta de los lotes de la ya conformada Villa Atuel.

## Geografía
Villa Atuel es uno de los principales distritos del departamento de San Rafael, a 60 km al sudeste de la cabecera San Rafael. Pasan por Atuel, las rutas nacionales 143 por el norte y el este y la 188 por el sur.

### Límites
Villa Atuel limita con los siguientes distritos: al norte: Cañada Seca, La Llave, Real del Padre; al sur: Punta del Agua; Al Este: Jaime Prats; Al Oeste: Las Malvinas

### Superficie
- 821 km²

### Paisaje y geología
Se destacan amplios espacios con médanos. Los bancos de arena se observan entre el distrito de Las Malvinas y la Colonia Soitué, formado por los "Médanos de Picardo". Estas acumulaciones son el resultado de la disecación de antiguos ríos existentes en la zona. Su historia es de 9500 años atrás. Corresponde su formación al período Holoceno, Era Cuaternaria. Las características del relieve son propias de un ambiente semidesértico, que constituyeron un abierto desafío para los aborígenes. Se ubica entre el bloque de San Rafael (penillanura exhumada, constituida por rocas antiguas paleozoicas intensamente deformadas y fracturadas, con abundante participación de rocas intrusivas y extrusivas). Su paisaje está definido por los cursos de agua de los ríos Atuel y Diamante. También el relieve de Villa Atuel se encuentra la Reserva Provincial La Payunia, extenso campo de lavas basálticas del cuaternario cuyas primeras actividades volcánicas se iniciaron hace unos cinco millones de años, mientras que las últimas se produjeron en tiempos prehistóricos.
Las distintas unidades geológicas de la zona soportaron a través del tiempo geológico acontecimientos diastróficos, que deformaron hundieron o rompieron tramos de esas unidades, una muestra de ello fue el terremoto de 1929.

### Sismicidad
La sismicidad del área de Cuyo (centro oeste de Argentina) es frecuente y de intensidad baja, y un silencio sísmico de terremotos medios a graves cada 20 años.
Sismo de 1861aunque dicha actividad geológica catastrófica, ocurre desde épocas prehistóricas, el terremoto del 20 de marzo de 1861 (163 años) señaló un hito importante dentro de la historia de eventos sísmicos argentinos ya que fue el más fuerte registrado y documentado en el país. A partir del mismo la política de los sucesivos gobiernos mendocinos y municipales han ido extremando cuidados y restringiendo los códigos de construcción. Y con el terremoto de San Juan de 1944 del 15 de enero de 1944 (81 años) los gobiernos tomaron estado de la enorme gravedad sísmica de la región.
Sismo del sur de Mendoza de 1929muy grave, y al no haber desarrollado ninguna medida preventiva, mató a 30 habitantes
Sismo de 1985fue otro episodio grave, de 9 s de duración, derrumbando el viejo Hospital del Carmen de Godoy Cruz.

### Reserva El Negro Quemado
Ubicada dentro del ejido de Villa Atuel, se encuentra este sistema conformado por las lagunas "El Negro Quemado" y " El Arroyito" ambas interconectadas entre sí por el arroyo " Las Aguaditas" un afluente proveniente de vertientes de aguas duras con alta carga de NO3 y carbonatos, cuya temperatura media oscila entre los 24 y 27 °C, y mantiene un caudal uniforme de 20 m³/s.
Este afluente se une al río Atuel a la altura del puente ferroviario que cruza ambos cursos de agua.
La Reserva ocupa unos 25 km², caracterizada por pantanos y bosques de tamarindos y sauces, bañados con totora  y juncos, albergan en su hábitat fauna de distintas especies autóctonas y algunas introducidas por el hombre; se destacan el gato del pantano,  especie felina de pequeño tamaño y de pelaje pardo que se alimenta de aves; además pueden observarse en los meses de invierno ejemplares de gran tamaño de jabalíes europeos cruzados con pecarí [cita requerida], de pelado duro y erizado color negro, en menor número habitan zorros colorados, hurones, cuises o conejitos del cerco, "liebres" lagomorfas llamadas maras (actualmente en extinción), gato onza (felino de tamaño pequeño y pelaje rojo), gato montés, liebre de Castilla, pichiciego, armadillos mulitas, murciélagos y una gran población de nutrias. Entre las aves, las más abundantes son las taguas, la gaviota andina, el perro de agua, garza blanca, biguá, y colonias migratorias de gansos blancos, flamencos y cisnes de cuello negro.
Las aves de menor tamaño abundan con marcada presencia de gorriones, chingolos y pititorras; en menor número anidan cardenales rojos, calandrias, corredoras, horneros, lechuzos, chimangos, caranchos y las migratorias tijeretas, golondrinas, loros naranjeros, tordos, pájaro carpintero, benteveos, sietecolores, viuda negra, bolita de fuego.
Los pantanos son una zona ideal que favorecen la presencia de reptiles como la iguana, el matuasto, lagartija verde, y serpientes venenosas, como la víbora de la cruz o culebras inofensivas para el ser humano como la falsa coral. hay gran cantidad de insectos destacándose los jejenes cuya presencia es muy molesta a los pobladores.
Las lagunas son muy visitadas por pescadores lugareños en busca de magníficos ejemplares de carpas que llegan a pesar hasta 8 kg. También desovan en el lugar pejerrey andino, percas, dentudos, salmonada, bagres gatos y mojarritas. Actualmente (inicios del 2010) es muy escasa la trucha arco iris y los ejemplares son muy pequeños. Las profundidades mayores no superan los 10 m. Aún permanecen lugares inexplorados y especies de insectos y araneidos no clasificados.
Su ubicación geológica corresponde al bloque General Alvear, las características del relieve son propias de un ambiente semidesértico. En general, sus rasgos geomorfológicos característicos son los de la Llanura de la Travesía, o sea un relieve de planicie suavemente ondulada por la presencia de médanos, resultado de la acción eólica, depresiones o ramblones, salitrales y ciénagas. Es una región baja, formada por depósitos fluviales, eólicos y lacustres que rellenaron una cubeta hundida. Se considera actualmente un ecosistema frágil.

### Hidrografía
En la porción norte del distrito se encuentra el río Atuel, y el arroyo "Las Aguaditas".

### Clima
En la zona predomina el clima árido con una temperatura anual media de 16 °C, una máxima de 38 °C y una mínima de 5 °C. La amplitud es mayor entre el día y la noche que entre el verano y el invierno. El verano se presenta caluroso en la llanura y más templado en las zonas de los valles. Durante el día la temperatura suele alcanzar entre 30 y 36 °C. Como el calor es seco se hace más soportable.
Dado el clima muy continental y el releive bastante elevado sobre el nivel del mar, el invierno (especialmente en julio) es muy frío con frecuentes heladas y nevadas. Se registran temperaturas muy bajas, pero la radiación caldea el ambiente como en toda área árida. Se presentan temporales de lluvia que suelen durar entre 3 o 4 días, incluso se han registrado nevadas ocasionales.
Otra característica del clima son las tormentas de verano acompañadas de fuertes granizadas. Y que junto a las heladas tardías (de primavera) son temidos por los pobladores porque ocasionan graves daños a las plantaciones.
Villa Atuel también recibe la influencia de los vientos locales del ambiente; el Zonda: viento cálido y sofocante y vientos del Sur, vientos fríos que suelen presentarse después del Zonda haciendo descender notablemente la temperatura.
El clima de Villa Atuel es reflejo del clima de la provincia de Mendoza. El riesgo más grave de los agricultores son: granizo, heladas (buenas en ciertos momentos, en otros, desfavorables). Las granizadas se producen generalmente entre diciembre y febrero siendo mayor en enero. El conocimiento de las probabilidades de fechas de las primeras y las últimas heladas tiene una gran importancia para la economía agropecuaria. Las mismas se registran solo en coincidencia con los avances de las masas de aire frío provenientes del Pacífico Sur. El espacio con más de treinta días de heladas coincide con las altas montañas (por ejemplo las de los Andes), debido a una gran oscilación térmica diaria, a los efectos de la altura y los continuos ingresos de masas de aire muy frío.

### Flora
Piquillín, ala de loro, jarilla, pichana, pencas, tres especies de algarrobo criollo (Prosopis flexuosa, Prosopis alba, Prosopis nigra), caldén, alpataco, chañar, remo, tupe, cortadera, junco, totora, zampa, clavel del aire, cuerno de cabra, painco, tomillo, papilla, malva, cardo, chepica Cynodon, cola de zorro, roseta, carrizo o cañeta, ortiga, hinojo.

### Fauna
Ñandú, vizcacha, nutria, ratón de campo, comadreja, liebre, tunduque, pericote, zorro, zorrino o chiñe, piche, hurón, marmosa, comadreja, vizcacha, la avifauna es bastante variada: perdiz, martineta, chingolo, jilguero, calandria o tenca, tordo, pecho colorado, lechuza, zorzal, mirlo, tijereta, naranjero, viudita, tero, chorlo, chorlote, benteveo, cabecita negra, aguilucho, cernícalo, buitre, cuervo, jote, ocasionalmente cóndor, churrinche, urraca, cata común, loro barranquero, cardenal amarillo, cardenal de copete rojo, picaflor, tortolita o torcaza, pititorra, cachirlo, gallareta, garza, pato negro, gorrión, serpiente de cascabel, yarará, boa de las vizcacheras, murciélago, truchas, carpa, en el entorno rural actualmente son raros los pumas y guanacos, las maras, habiéndose extinguido a fines del siglo XIX o a inicios de siglo XX el yaguar (conocido en la zona como tigre o nahuel).

## Economía
Basada en la explotación agrícola y ganadera y en menor medida en la minería, la ganadería incluye vacunos, caprinos, ovinos; la principal actividad es la agricultura con vides y olivos; las viñas se usan para producir importantes cantidades de vino (antiguas bodegas Arizu), los olivos dan aceitunas y aceite de oliva.

## Parroquias de la Iglesia Católica
| Diócesis  | San Rafael            |
| --------- | --------------------- |
| Parroquia | Inmaculada Concepción |